# Ставрос Дімас
Ставрос Дімас (грец. Σταύρος Δήμας, 30 квітня 1941, Афіни) — грецький політик, єврокомісар у справах захисту довкілля в період 2004—2009 років. Колишній міністр закордонних справ Греції.

## Біографічні відомості
Ставрос Дімас народився 1941 року в Афінах, хоча його родина походить із Кленії, що у Коринфії. Вивчав право та економіку в Афінському університеті. Ступінь магістра здобув в Університеті Нью-Йорка. 1969 року почав працювати юристом фірми на Уолл-стріт, однак вже наступного року перейшов до Світового банку.
1975 року він повернувся до Греції, щоб зайняти пост заступника керівника Грецького банку промислового розвитку. 1977 року він брав активну участь у грецькій політиці як член консервативної політичної партії Нова Демократія. Відтоді обрався членом Грецького парламенту десять разів поспіль. Від самого початку він був залучений у переговори про вступ Греції в Європейський Союз. Служив на різних міністерських та інших політичних позиціях:
- заступник міністра економічної координації (1977—1980)
- міністр торгівлі (1980—1981)
- парламентський представник Нової Демократії (1985—1989)
- міністр сільського господарства (1989—1990)
- міністр промисловості, енергетики та технологій (1990—1991)
- генеральний секретар демократії нового (1995—2000)
- старший член Комітету політичного аналізу Нової демократії (2000—2003)
- голова делегації Нової демократії у Раді Європи (2000—2004)
- єврокомісар у справах захисту довкілля в період (2004—2009[5])

11 листопада 2011 року призначений міністром закордонних справ Греції у коаліційному уряді на чолі із Лукасом Пападімосом.